# Rutilariaceae
Famille
Les Rutilariaceae  sont une famille d'algues de l'embranchement des Bacillariophyta (Diatomées), de la classe des Mediophyceae et de l’ordre des Cymatosirales.

## Étymologie
Le nom de la famille vient du genre type Rutilaria, composé du préfixe ruti-, ride, et du suffixe -ari, « beaucoup, fortement ».

## Description
Greville décrit le genre type Rutilaria ainsi :

« Frustules libres, allongés, comprimés, avec un nodule central convoluté ou noduleux (pas de ligne médiane ni de nodule terminal), et une minuscule structure radiée ou décussato-poncée (formé de structures entrecroisées rases). Valve (linéaire ou carénée) avec une rangée longitudinale de points lacrymaux.
C'est un genre fossile des plus remarquables, et sa position systématique est extrêmement déconcertante. »

## Distribution
Le genre type Rutilaria est un genre fossile découvert dans des dépôts sédimentaires de Monterey (Californie) et de la Barbade (Caraïbes) .

## Liste des genres
Selon AlgaeBase (7 août 2022) :
- Kisseleviella Sheshukova-Poretzkaya, 1962
- Rutilaria Greville, 1863
- Spinivinculum R.Ross, 1990
- Syndetocystis Ralfs ex Greville, 1866
- Syndetoneis Grunow, 1888

## Systématique
Le nom correct complet (avec auteur) de ce taxon est Rutilariaceae De Toni, 1894.